# ادنالی، جلیل‌آباد
ادنالی (به لاتین: Adnalı) یک منطقهٔ مسکونی در جمهوری آذربایجان است که در شهرستان جلیل‌آباد واقع شده‌است.

## خصوصیات
ادنالی ۱٬۹۳۰ نفر جمعیت دارد.